# Karen Köhler
Pour les articles homonymes, voir Köhler.
Karen Köhler (née en 1974 à Hambourg) est une écrivaine, actrice, illustratrice et dramaturge allemande.

## Biographie
Karen Köhler étudie le théâtre à Berne, à la Hochschule für Musik und Theater. Elle travaille dans les métiers du spectacle jusqu'en 2008 à Hambourg. Ensuite, elle rejoint le théâtre où elle est tout d'abord dramaturge et illustratrice. En même temps, elle fait de la scène en tant qu'artiste et performeuse. En 2014, elle est invitée aux Journées de la littérature de langue allemande à Klagenfurt, en Autriche. Mais elle ne peut s'y rendre car elle a contracté la varicelle. Toutefois, en signe de solidarité une lecture du texte Il Comandante de Karen Köhler a lieu spontanément au Lendhafen Cafe à Klagenfurt. Ce texte fait partie de Wir haben Raketen geangelt, qui a été remarqué par la critique, en 2014, dès sa sortie,,.
En 2017, un recueil de nouvelles, Bêtes féroces, Bêtes farouches est publié en français.

## Œuvres
Pièces de théâtre
- Himmelwärts, Theater Ingolstadt (UA 2022)
- Sieres – Fragmente einer scheinbaren Aporie, Berliner Ensemble (UA 2022)
- ER. SIE. ES., Badische Landesbühne (UA 2016)
- III Helden: Stadt. Land. Traum, Nationaltheater Weimar (UA 2015)
- Helden! Oder: Warum ich einen grünen Umhang trage und gegen die Beschissenheit der Welt ankämpfe, Nationaltheater Weimar (UA 2014)
- Deine Helden – Meine Träume, Nationaltheater Weimar (UA 2013)
- Ramayana. Ein Heldenversuch (UA 2013)
- Wie ich unter einer Platane eine Erleuchtung hatte, warum sterben uncool ist und das Brot meiner Oma glücklich macht (UA 2012)
- Pornorama. Ein Männermärchen (UA 2010)

Prose
- Wir haben Raketen geangelt, Erzählungen, Hanser, München 2014,  (ISBN 978-3-446-24602-7)
  - Karen Köhler et Isabelle Liber (traductrice) (trad. de l'allemand), Bêtes féroces, bêtes farouches : nouvelles, Arles, Actes Sud, 2017, 270 p. (ISBN 978-2-330-07577-4)
- Miroloi, Roman, Hanser, München 2019,  (ISBN 978-3-446-26171-6)

## Prix
- 2020 : Auszeichnung "Schönste Deutsche Bücher" der Stiftung Buchkunst für Miroloi
- 2020 : London-Stipendium des Deutschen Literaturfonds
- 2019 : Nominierung für den Deutschen Buchpreis für Miroloi
- 2019 : Nominierung für den Deutschen Drehbuchpreis für Cowboy & Indianer
- 2019 : Arbeitsstipendium Goethe-Institut Marseille/Literaturhaus La Marelle
- 2018 : Jahresstipendium des Deutschen Literaturfonds
- 2017 : Laudinella-Stipendium St. Moritz der Behörde für Kultur und Medien Hamburg
- 2017 : Grenzgänger-Stipendium der Robert-Bosch-Stiftung
- 2016 : Boursière du Letterenfonds à Amsterdam[8]
- 2015 : écrivaine en résidence pour le Goethe-Institut à Reykjavik[9]
- 2015 : Prix d'encouragement pour Schubart-Literaturpreis
- 2015 : Rauriser Literaturpreis
- 2013 : Otfried-Preußler Prix
- 2011 : Prix du Ministère fédéral autrichien de l'éducation, des Arts et de la Culture
- 2011 : Hamburger Literaturförderpreis